# Дуду (футболист, 2006)
Эдуардо Когицки Анастасио (порт. Eduardo Kogitzki Anastacio; родился 1 января 2006, Уберландия), более известный как Дуду — бразильский футболист, полузащитник клуба «Атлетико Паранаэнсе».

## Клубная карьера
Воспитанник футбольной академии клуба «Атлетико Паранаэнсе». В основном составе «Атлетико Паранаэнсе» дебютировал 3 декабря 2023 года в матче бразильской Серии A против «Сантоса».

## Карьера в сборной
В 2023 году в составе сборной Бразилии до 17 лет сыграл на чемпионате Южной Америки для игроков до 17 лет. На турнире забил 3 гола в матчах против Колумбии 4 апреля, против Венесуэлы 11 апреля и против Аргентины 23 апреля. Бразильцы в итоге стали чемпионами. В ноябре 2023 года сыграл на юношеском чемпионате мира в Индонезии.

## Достижения

### Командные достижения
Сборная Бразилии (до 17 лет)
- Победитель чемпионата Южной Америки для игроков до 17 лет: 2023